# Kwintylian (imię)
Kwintylian – imię męskie pochodzenia łacińskiego, wywodzące się od liczebnika "piąty". Wśród patronów – św. Kwintylian, wspominany razem ze śwśw. Maksymem i Dadą.
Kwintylian imieniny obchodzi 13 kwietnia i 16 kwietnia.
Znane osoby:
- Kwintylian